# Gandesa (kommun)
Gandesa är en kommun i Spanien.   Den ligger i provinsen Província de Tarragona och regionen Katalonien, i den östra delen av landet, 400 km öster om huvudstaden Madrid. Antalet invånare är 3 162. Arean är 71 kvadratkilometer. Gandesa gränsar till Batea, Vilalba dels Arcs, Corbera d'Ebre, Benissanet, El Pinell de Brai, Prat de Comte och Bot. 
Terrängen i Gandesa är kuperad åt sydost, men åt nordväst är den platt.